# David Tyree
David Mikel Tyree (3 de janeiro de 1980, New Jersey) é um ex-jogador de futebol americano que atuava como wide receiver e também jogava no special teams na National Football League. Ele foi draftado pelo New York Giants na sexta rodada do Draft de 2003 da NFL. 
Tyree ficou famoso ao fazer uma recepção milagrosa no último drive que deu a vitória aos Giants no Super Bowl XLII contra o invicto New England Patriots. Durante essa jogada, Eli Manning evitou o sack e lançou um passe em profundidade no meio do campo para Tyree que, para fazer a recepção, apoiou a bola no seu capacete. Ele conseguiu manter o controle da bola antes de sofre um tackle do defensor Rodney Harrison.